# Port Jackson
Port Jackson er en druknet floddal i New South Wales i Australien og Sydneys naturhavn. Den består af Sydney Harbour, Middle Harbour og North Harbour. Havnen er en del af det Tasmanske Hav, som igen er en del af Stillehavet. To af Sydneys vartegn, operahuset og Sydney Harbour Bridge ligger ved Port Jackson. Havnen var også stedet for den første europæiske bosættelse i Australien i 1788, og den har lige siden været en central del af Sydneys historie og udvikling.
Der er mange rekreative begivenheder på og ved havnen. De største er Sydneys nytårsfyrværkeri og starten på kapsejladsen Sydney to Hobart Yacht Race.
Transport for NSW er den overordnede myndighed for færgesejlads i havnen, og Sydney Harbour National Park beskytter flere øer og kystområder, badesteder, vandrestier og picnic-områder.

## Historie
Området omkring Port Jackson var beboet af de aboriginske Eora-klaner, Gadigal, Cammeraygal og Wangal, da europæerne ankom. Gadigal boede syd for Port Jackson fra South Head ved åbningen mod havet til Darling Harbour. Cammeraygal boede nord for havnen. Området syd for Parramatta River til Rose Hill tilhørte Wangal.

### Cooks navngivning af Port Jackson
Den første europæer, der nåede til Port Jackson, var løjtnant James Cook i 1770. Cook opkaldte havnen efter Sir George Jackson, en højtstående person i det Britiske Admiralitet. Da Cook med Endeavour sejlede forbi indsejlingen til Port Jackson, noterede han i sin journal "ved middagstid var vi...omkring 2 eller 3 mil fra land og ud for en bugt eller naturhavn, som lignede et sikkert ankersted, som jeg kaldte Port Jackson."

### Den første flåde
28 år senere, 21. januar 1788, efter at han var kommet til Botany Bay, sejlede Arthur Phillip med en langbåd og to kuttere op af kysten og undersøgte Cooks Port Jackson. Phillip overnattede først ved Camp Cove, sejlede derefter til Sydney Cove og videre til Manly Cove før han vendte tilbage til Botany Bay om eftermiddagen 24. januar. Phillip vendte tilbage til Sydney Cove i HMS Supply 26. januar 1788, hvor han grundlagde den første koloni i Australien, som senere blev til byen Sydney. I sin første rapport tilbage til England, skrev guvernør Phillip:
Port Jackson blev i koloniens første brugt som betegnelse for Sydney og de nærliggende områder. Således har mange af de tidlige botanikere, som Robert Brown i sit værk Prodromus Florae Novae Hollandiae et Insulae Van Diemen, beskrevet deres fund, som værende indsamlet ved Port Jackson.

### Senere begivenheder
Den nye amerikanske flåde af slagskibe besøgte Port Jackson i august 1908 på den verdensomsejling, som præsident Theodore Roosevelt havde beordret. Fra 1938 landede vandflyvere i Rose Bay i Sydney Harbour, som dermed blev Sydneys første internationale lufthavnt.

### Angrebet på Sydney Harbour
I 1942 blev der spændt et ubådsnet ud over Sydney Harbour for at beskytte mod ubådsangreb. Det gik fra Green (Laings) Point i Watsons Bay til batteriet ved Georges Head på den anden side af havnen. Natten til 1. juni 1942 sejlede tre japanske miniubåde ind i havnen. Den ene af dem blev viklet ind i nettets centrale del. Den kunne ikke komme fri, og de to besætningsmedlemmer valgte at sprænge ubåden i stykker. En anden minibåd blev uskadeliggjort ved Taylors Bay, og besætningen begik selvmord. Den tredje ubåd affyrede to torpedoer mod USS Chicago (begge ramte forbi) før den sejlede ud af havnen. I november 2006 blev denne ubåd fundet ud for Sydneys Northern Beaches.
Ubådsnettet blev fjernet efter 2. verdenskrig, og alt hvad der er tilbage, er fundamentet af spilhuset ved Green (Laings) Point, Watsons Bay. I dag udstilles to af miniubådene på militærmuseet Australian War Memorial i Canberra. Tårnet fra en af miniubådene kan ses i RAN Heritage Centre, Garden Island, Sydney.

### Befæstninger
Fort Denison er en lille ø nordøst for Royal Botanic Gardens i Sydney Harbour. Den blev først brugt som fængsel, men i 1841 påbegyndte man en fæstning, der først blev færdig i 1857.
Der er befæstninger ved Sydney Heads og andre steder, hvoraf nogle er registreret som kulturarv. De ældste stammer fra 1830'erne og blev bygget dels for at kunne forsvare Sydney mod angreb fra havet, dels for at beskytte mod fangeoprør. Der er fire historiske befæstninger mellem Taronga Zoo og Middle Head, Mosman. Det er Middle Head Fortifications, Georges Head Battery, Lower Georges Heights Commanding Position og et lille fort ved Bradleys Head, kendt som Bradleys Head Fortification Complex. Befæstningerne blev bygget af sandsten udhugget på stedet og bestod af tunneller, underjordiske rum, åbne batterier og kasematter, beskyttelsesrum, krudtmagasiner, barakker og skyttegrave.

## Geografi
Geologisk er Port Jackson en druknet floddal. Den er 19 km lang og har et areal på 55 km2. Ved højvande rummer den 562 millioner m3 og dens omkreds er 317 kilometer. En Sydharb bliver i Australien brugt som en enhed for vand, specielt i forbindelse med opdæmmede søer og havne. En Sydharb er den mængde vand, som der er i Sydney Harbour (Port Jackson).
Ifølge Geographical Names Board of New South Wales, som er den myndighed i New South Wales, der står for registrering af stednavne, er Port Jackson "en havn som omfatter alt det vand, som ligger indenfor den fiktive linje, som forbinder North Head og South Head. Inde i havnen ligger North Harbour, Middle Harbour og Sydney Harbour." North Head og South Head er de to forbjerge på hver sin side af indsejlingen til havnen. Sydney Harbour udgør langt den største del af Port Jackson. North Harbour er den del af havnen, som ligger op mod Manly, mens Middle Harbour ligger lidt længere mod vest og er den del af havnen, der når længst mod nord. Den starter som et lille vandløb (Middle Harbour Creek) ved St Ives. Den støder op til Sydney Harbour mellem de to forbjerge Middle Head og Grotto Point Reserve, tæt på Sydney Heads. De mange forbjerge ved indsejlingen kaldes med en fællesbetegnelse Sydney Heads.

Havnen indeholder et stort antal bugter og vige. Mod syd er de overvejende brede og afrundede, mens de på nordsiden er mere snævre. Mange af bugterne har sandstrande. Blandt de mest kendte bugter er Sydney Cove, som ligger mellem operahuset og Sydney Harbour Bridge. Det var her den oprindelige koloni blev grundlagt, og det er i dag stadig et centralt sted i Sydney med færgeterminalen ved Circular Quay. På den anden side af centrum ligger Darling Harbour, som nu er et rekreativt område. Port Jackson omfatter hele det område, som berøres af tidevandet, og dækker derfor også dele af Parramatta River og Lane Cove River.

### Øer
Der er flere øer i havnen. De største er Shark Island, Clark Island, Fort Denison, Goat Island, Cockatoo Island, Spectacle Island, Snapper Island og Rodd Island. Tidligere øer som Bennelong Island (hvor operahuset nu ligger), Garden Island og Berry Island, er nu forbundet med fastlandet efter landindvinding. Ved lavvande er revet Sow and Pigs Reef synligt. Det er en velkendt forhindring tæt på hovedsejlruten gennem havnen.

### Floder
- Parramatta River er den vestlige del af Port Jackson. Floden begynder ved sammenløbet af Toongabbie Creek og Darling Mills Creek vest for Parramatta og løber ud i Sydney Harbour mellem Greenwich Point, og Robinsons Point i Birchgrove.[16]
- Lane Cove River udspringer nær Thornleigh og flyder overvejende mod syd i 15 kilometer.

## Infrastruktur

### Broer
Der er en række broer over Port Jackson fra syd til nord, hvoraf Sydney Harbour Bridge fra 1932 er den mest kendte. Det er også den længste og den, der ligger nærmest havet. Længere inde ligger Gladesville Bridge (1964), Ryde Bridge (1935 og 1988) og Silverwater Bridge (1962).
Andre broer som går over mindre bugter i Port Jackson er Pyrmont Bridge (1902), som går over Darling Harbour, Anzac Bridge (fra 1862 og tidligere kendt som Glebe Island Bridge) over Blackwattle Bay, Iron Cove Bridge (1955) over Iron Cove, Spit Bridge (1924) over Middle Harbour, Roseville Bridge (1966) over Middle Harbour og Tarban Creek Bridge (1965) over Tarban Creek.
Den oprindelige Meadowbank Bridge havde to jernbanespor, men er nu reserveret fodgængere. Jernbanetrafikken går nu over den nye Meadowbank Bridge.
Der er også en jernbanebro med et enkelt spor på, hvor linjen mellem Clyde og Carlingford krydser Parramatta River nær Camellia.
En ny bro over Homebush Bay forbinder Wentworth Point og Rhodes

### Dæmning
En dæmning ved Queens Avenue i Parramatta deler Parramatta River i en del med saltvand og tidevand mod vest og en med ferskvand og uden tidevand mod øst.

### Tunneller
En biltunnel, Sydney Harbour Tunnel, går under havnen øst for Sydney Harbour Bridge. Den blev åbnet i august 1992.
I forbindelsen med byggeriet af en ny metrolinje fra Chatswood til Bankstown gennem, er der bygget en ny tunnel vest for Harbour Bridge. Linjen åbner i 2024.

### Krydstogtskibsterminaler
Permanente terminaler for krydstogtskibe findes ved Overseas Passenger Terminal ved Circular Quay i Sydney Cove og ved White Bay Cruise Terminal. White Bay blev en krydstogtskibsterminal i 2013, da man lukkede terminalen i Darling Harbour for at gøre plads til udviklingen af Barangaroo-området.

### Andre havnefaciliteter
White Bay og Glebe Island har fungeret som erhvervshavne siden midten af det 19. århundrede og har lastet og losset varer som tømmer, papir, kul, sukker, cement, biler og containere. New South Wales' regering erklærede i marts 2013, at begge havne var vitale for økonomien i centrum, og at man øskede at bevare havnenes aktiviteter samtidig med, at man frigjorde naboliggende bugter. Glebe Island er Sydneys sidste dybhavn, som kan forsyne byen med bulkgods som sukker, gips og cement.
Størstedelen af Sydneys havnekapacitet flyttede til Botany Bay, da de første containerterminaler blev bygget der, i slutningen af 1960'erne og starten af 1970'erne.

## Færgefart
Sydney Ferries har færgeruter fra Circular Quay til Manly, Mosman, Taronga Zoo, Watsons Bay, Rose Bay, Barangaroo, Balmain, Parramatta og Milsons Point.
Vandtaxier, som ikke følger sejlplaner eller faste ruter, opererer også i havnen. Derudover er der havnerundfarter for turister, ligesom hvalsafarier udgår fra havnen.
Kabelfærgen Mortlake Ferry, også kendt som Putney Punt, krydser Parramatta River og forbinder Mortlake og Putney.

## Maritime arv
Det australske søfartsmuseum, Australian National Maritime Museum, ligger ved Darling Harbour. Museet har en lang række historiske skibe liggende i havnen.
Sydney Heritage Fleet er en organisation med mange frivillige, som restaurerer og sejler med gamle bevaringsværdige fartøjer. Barken James Craig sejler regelmæssigt ud fra Port Jackson.
RAN Heritage Centre ved Garden Island har mange udstillinger, kunstgenstande og dokumenter om den australske flåde, Royal Australian Navys, historie.